# Francisco José Camarasa
Francisco José Camarasa Castellar (ur. 27 września 1967 w Rafelbunyol) – piłkarz hiszpański, grający na pozycji środkowego obrońcy.

## Kariera klubowa
Camarasa wywodzi się z rejonu Walencji, z miasta Rafelbunyol. Karierę piłkarską rozpoczął w stolicy regionu, w klubie Valencia CF. Po występach w drużynach młodzieżowych i drużynie B został w 1988 roku włączony do kadry pierwszego zespołu i 28 lutego zadebiutował w Primera División w przegranym 0:1 domowym spotkaniu z Realem Sociedad. W większej liczbie meczów występował w sezonie 1988/1989 i wtedy też zajął z Valencią 3. miejsce w lidze. W sezonie 1989/1990 zadebiutował w europejskich pucharach, w rozgrywkach Pucharu UEFA. W rozgrywkach ligowych przyczynił się do wywalczenia przez Valencię wicemistrzostwa Hiszpanii. W kolejnym sezonie zajął 7. miejsce, a w następnych dwukrotnie z rzędu zajął 4. pozycję w La Liga. W sezonie 1995/1996 Camarasa po raz drugi w karierze został wicemistrzem kraju, ale już po pół roku stracił miejsce w podstawowym składzie i był tylko rezerwowym dla Fernando Caceresa i Jorge Otero, a w następnym sezonie także dla Miroslava Đukicia. Przez trzy kolejne sezony tylko dwunastokrotnie pojawiał się na boiskach ligowych, a w 1999 roku został zesłany do grających w Segunda División B rezerw Valencii. Tam spędził rok i wiosną 2000 zakończył piłkarską karierę w wieku 33 lat.
| Sezon   | Klub          | Kraj      | Rozgrywki          | Mecze | Bramki |
| ------- | ------------- | --------- | ------------------ | ----- | ------ |
| 1987/88 | Valencia CF   | Hiszpania | Primera División   | 1     | 0      |
| 1988/89 | Valencia CF   | Hiszpania | Primera División   | 16    | 0      |
| 1989/90 | Valencia CF   | Hiszpania | Primera División   | 22    | 0      |
| 1990/91 | Valencia CF   | Hiszpania | Primera División   | 32    | 2      |
| 1991/92 | Valencia CF   | Hiszpania | Primera División   | 38    | 1      |
| 1992/93 | Valencia CF   | Hiszpania | Primera División   | 35    | 1      |
| 1993/94 | Valencia CF   | Hiszpania | Primera División   | 35    | 1      |
| 1994/95 | Valencia CF   | Hiszpania | Primera División   | 37    | 0      |
| 1995/96 | Valencia CF   | Hiszpania | Primera División   | 39    | 2      |
| 1996/97 | Valencia CF   | Hiszpania | Primera División   | 6     | 0      |
| 1997/98 | Valencia CF   | Hiszpania | Primera División   | 3     | 0      |
| 1998/99 | Valencia CF   | Hiszpania | Primera División   | 3     | 0      |
| 1999/00 | Valencia CF B | Hiszpania | Segunda División B | 19    | 2      |

## Kariera reprezentacyjna
W reprezentacji Hiszpanii Camarasa zadebiutował 8 września 1993 w wygranym 2:0 towarzyskim spotkaniu ze Chile. W 1994 roku został powołany przez Javiera Clemente do kadry na Mistrzostwa Świata w USA. Tam wystąpił w dwóch spotkaniach: grupowym zremisowanym 1:1 z Niemcami i wygranym 3:0 w 1/8 finału ze Szwajcarią. W kadrze narodowej występował do 1995 roku (wygrany 2:0 mecz z Armenią) i zagrał w niej łącznie w 14 spotkaniach.